# R・PRINCESS
『R・PRINCESS』（ロケット・プリンセス）は、安西信行による日本の漫画作品。

## 概要
安西信行の初連載作品。『週刊少年サンデー』（小学館）にて1994年23号から1995年1号まで連載された。単行本全3巻、ワイド版全2巻、コンビニコミック〈My First BIG SPECIAL〉版全1巻。サイボーグの女の子・大空小姫を中心とした一話完結形式のドタバタコメディである。
2024年11月29日より「サンデーうぇぶり」にてリバイバル連載が開始した。
連載終了後、アニメ化の話が出るも「あれもう終わった漫画だから」という理由により実現しなかった。

## あらすじ
ある日、ケンカ上等のワンパク少年・石橋甘悟の家の隣に引っ越してきた天然少女・大空小姫。一見普通の女の子だが、彼女はサイボーグだった。それだけなら何事もなく日常が過ぎるはずだったが、小姫の大失敗により大空家は一夜にして炎上。そんなこんなで、小姫と彼女の父・大王は石橋家に居候することに。彼女を中心としたドタバタ劇の始まりである。

## 登場人物

### 大空家
大空小姫（おおぞら こひめ） 　
本作の主人公。16歳。12月8日生まれ、射手座のB型。一見普通の少女だが、その実体は大王により肉体を改造されたサイボーグ。そのため非常に怪力かつ頑丈で、常人離れした身体能力を持っている。明るく元気な性格だが、かなりの天然ボケ。だが、頭は良く、勉強はでき、1年生でトップである。引越し早々一夜にして家を燃やしてしまい、父の大王と共に石橋家に居候になる。背中にロケット「小小姫」（ここひめ）を背負っており、それで空を飛ぶことができるが、慣れていないらしく失敗してしまうことも。なお、「小小姫」は彼女の宝物である。甘悟と仲が良く、彼のことを「甘ちゃん」（かんちゃん）と呼んでいる。甘悟のいる高校（ピエール学園）1年桃組に転入してくる。好きな食べ物は「こうめちゃん」で、昼食の弁当でも弁当箱につめて持ってくるほど。あまりに好きすぎて、家でもそればかり食べている。なお、小姫が食べる「こうめちゃん」は特殊な物質が入っているらしい。「こうめちゃん」以外のものはなぜか食べようとせず、その理由は大王いわく「サイボーグになってから味覚が変わった」ためとのこと。最終回には、皆から快復祝いで出された料理を普通に食べていた。酒を飲むとネコミミとシッポが生え、爪が伸び、「にゃー」としか喋れなくなり、身も心もネコ化してしまう（大王いわく、「サイボーグゆえのアルコールの副作用」とのこと）。ネコ化している間はなぜかネズミを嫌う。なおネコ化は一晩寝ると治る。よく見るテレビは「笑天」、趣味は寝ること遊ぶこと、ギザギザの10円玉を集めること。特技は空を飛ぶことで、転入早々自己紹介の場でロケットで飛んでしまうが、あっさりと受け入れられる。かつては非常に病弱で、長く生きられない体だった。そのため、ずっと病院暮らしで寂しい思いをしていたが、桂一という少年との出会いから、大王に自分を治してもらうことを嘆願。骨格や内臓、筋肉など、体の一部をサイボーグに改造され、現在に至る。母親を亡くしており、時折墓参りに行っている。物語の最後でサイボーグ部分が故障し機能が停止、一時は死んでしまうが、奇跡的に臓器が活動を再生、死の淵から甦る。その後は、普通の人間と何ら変わらない毎日を送る。
大空大王（おおぞら だいおう）
小姫の父であり、彼女をサイボーグに改造した科学者。小姫の幸せを願っている。高山からはその名を良く知られており、「R-計画」（R＝「REVIVAL」（復活）の略、一度肉体が死んだ人間を科学の力でサイボーグとして甦らせるプロジェクト）のリーダーだった。その計画の申し子が、他でもない小姫である。ただし、「R-計画」はまだ不完全で、小姫が甦ったのは単に改造によるものだけではなく、小姫の「生きようとする強い意志」もあったためと大王は語っている。

### 石橋家
石橋甘悟（いしばし かんご）
16歳。8月18日生まれ、獅子座のO型。石橋家の長男。ピエール学園1年桃組。本作における主な視点主。
ケンカ上等のワンパク小僧で、学園No.1の実力を持つ。そのため、風紀委員の古村からはマークされている。一匹狼を気取っており、ケンカしかとりえがなかったが、小姫の怪力に初めて敗北。最初は悔しさのあまり小姫に戦いを挑むが、彼女に泣かれてしまい、それを美甘に諭されて改心、彼女のナイトになることを決意する。馬鹿で単純な性格だが、気のいい人間である。泳げない。かつて、中学生時代は非常に荒れており、暴力に明け暮れる荒んだ日々を送っていたが、瀧との激闘を機になりを潜める。瀧とはからかい合う仲となり、中学時代のような「怖さ」はほとんどなくなった。
主人公的存在であるものの戦闘シーンはほとんどなく、そういった部分は小姫が担当しているため活躍は少ない。しかし終盤では小姫を上回る強さを持ったロボット、ベクトルを仲間たちの援護を得て倒すという快挙を遂げた。
石橋甘吉（いしばし かんきち）
63歳。甘悟の祖父。豪快な性格。強い者には甘く、そのため甘悟にはケンカの強いたくましい男になって欲しいと願っている。そのために良枝によく怒られているが、全く意に介していない。実はピエール学園校長で、そのことは甘悟も全く知らなかった。強い者にすぐ小遣いをあげる癖を持っている。
石橋良枝（いしばし よしえ）
甘悟の母。甘悟をケンカ上等な強い男に育てようとする甘吉に困っている。
石橋美甘（いしばし みかん）
23歳（最終回では24歳）。11月23日生まれ、射手座のO型。石橋家の長女で、甘悟の姉。気が強く、大人びていて色っぽいイケイケ女。ケンカも強く、昔はよく甘悟をいじめていたらしい。よくタバコを吸っている。甘悟の通うピエール学園の教師を勤めている（現国担当）。
石橋伊代甘（いしばし いよかん）
19歳。石橋家の次女で、甘悟の姉。大学生。スポーツ大好きなアウトドア派で、思ったことをすぐ口に出すタイプ。

### ピエール学園生徒
古村千里（こむら せんり）
17歳。7月28日生まれ、獅子座のB型。2年生で、生徒会副会長及び風紀委員長を務める少女。鞭を操ることを得意とする。風紀を乱す者は許さないが、自分はイヤリングをつけていたりと結構ワガママな性格で、その横暴ぶりに学園の生徒からは恐れられている。お供に発明少年の高山を連れている。実はお嬢様で、小姫を倒すために父に頼んで帝を転入させてきたりと、かなりの権力を持っている模様。家にはセバスチャンという執事らしき老人がいる。同じ生徒会の水谷には密かに恋心を抱いている。常にロケットを背負っている小姫を校則違反の問題児として厳しくマークしているが、なんだかんだで仲はいいようである。頭も良く、2年生でトップの成績を持つ。物語の最後にはオーストラリアへ2年間の留学に行くことになるが、その話は流れる。後に高山と結婚、カカア天下になる。
高山浩行（たかやま ひろゆき）
16歳。6月25日生まれ、蟹座のA型。千里のお供をしている発明少年。天才的な発明の腕を持っており、（主に古村のために）様々な発明品を造っている。小姫の父・大王のことも知っており、「博士」と呼び、尊敬している。小姫をサイボーグではないかと疑い、そのために自分の製作したロボット「ベクトル」を差し向け、正体を暴こうとする。更には小姫を倒すことで大王を超えようと暴走するが、古村に諭され反省。ベクトルを倒す手伝いをする。後に古村と結婚。尻に敷かれる。
ベクトル
高山が小姫を倒すためだけに全身全霊を注いで開発した戦闘用ロボット。小姫を圧倒したが駆けつけた甘悟と戦いになり、更に古村と高山が加勢したことで動きを封じられ、最後は甘悟の一撃によって破壊された。
瀧則正（たき のりまさ）
15歳。1月15日生まれ、山羊座のA型。ピエール学園No.2の実力を持つ男で、甘悟とは入学式以来のケンカ友達。髭を生やしており、コワモテだが男気のある人間で、彼を慕う子分は多い。女に手を出さないというポリシーを持っており、ゆえに古村にいいようにやられることも。小姫からは「瀧ちゃん」と呼ばれていて、小姫のことは「大空さん」と呼んでいる。勉強はできない。
水谷留以（みずたに るい）
17歳。1月19日生まれ、水瓶座のAB型。3年生で、生徒会長。おっとりと温和な性格で、皆から慕われている。古村の実態を知らず、彼女には普通に接しているが、彼女から好意を抱かれていることには気づいていない。妹がいる。頭が良く、3年生でトップの成績を持つ。
大地帝（だいち みかど）
16歳。10月28日生まれ、蠍座のB型。1年梅組。転入生の少女。転入早々（パンチラに目を奪われた）瀧をシメ、（同じくパンチラに目を奪われた）甘悟をあっさり倒す。自分を女とは思っておらず、自分のことを「オレ」と呼んでいる。ローラーブレードを履いており、それを使った戦法を得意とする。乱暴者で、そのためどこの学校からも受け入れられなかったが、小姫を倒したい古村が父に頼んで転入させた。実はレズであり、可愛い女の子が大好きで、小姫に一目惚れし、小姫のファーストキスを奪ってしまう。その他にも下着フェチやのぞきなど様々な悪事を働いており、ある意味下手な男よりタチの悪い存在。惚れた小姫にしつこく付き纏っていたが、校長である甘吉の仲裁と独断で、小姫と試合を行うことになる。試合の際に改造したローラーブレードから、「キャタピラ・クイーン」の異名を持つようになった。試合に敗北した後も相変わらず小姫を付け狙っている。サラシを巻き、男物のパンツ（トランクス）を履いているが、初登場時は普通のパンティだった。物語の最後で親の都合で転校することになるが、その話は流れる。最終回では小姫への失恋から、長かった髪をバッサリ切っている。その後は海にターゲットを定めたようだ。
平沢雄一（ひらさわ ゆういち）
3年生。空手有段者。家に道場があり、帝と決闘する小姫の特訓のために提供している。なお、「R・PRINCESS」以前に安西が短期連載していた作品「迷える子羊〜KARATE -JUNKIE 1994〜」のキャラクターでもある。
船木海（ふなき うみ）
15歳。12月27日生まれ。山羊座のA型。1年桜組。水泳部所属。暑さに弱く、すぐ倒れる。また、気も弱く、人に強く言えない性格で、人に頼まれたりすると断れずに引き受けてしまうところがあり、そんな自分を変えたいと思う毎日を送っていた。そんなある日、怖い人と思っていた甘悟の優しい一面を知り、憧れるようになる。その思いに付け込んだ古村に「小姫によって甘悟は不幸になっている」と吹き込まれ、高山の発明品「スクリューブレスレット甲型&乙型」で小姫に戦いを挑むことになるが、後に誤解だったと知り、和解する。その後は自分を変えようと少しずつだが努力するようになる。なお、「スクリューブレスレット甲型&乙型」はその後も持っており、時折使用している。「スクリュー・レディ」の異名を持つ。

### その他の人物
柴田桂一（しばた けいいち）
かつて小姫と共に病院に入院していた少年。よく病室を脱走しており、それがきっかけで小姫と仲良くなった。それまで体が弱く、病院暮らしで寂しかった小姫にとって、初めての友達だった。実は手術を控えており、その恐怖心からワガママや病室からの脱走などを繰り返していたが、小姫に勇気付けられて手術を決意。現在はすっかり元気になって、小姫の元に遊びに来るまでになる。小姫からは「桂ちゃん」と呼ばれている。小姫のことが大好きで、「将来は小姫と結婚する」とまで言っている。
R-28号（アールにじゅうはちごう）
小小姫の前に大王が造ったクマ型ロケット。クマのぬいぐるみのような可愛らしい外見をしており、喋って動くこともできる。喋りは関西弁。非常に暴力的でガラが悪く、かつ女のハダカ（特にオッパイ）が大好きなスケベで、そのために大王に封印されていた。封印から解放された後は石橋家で悪事の限りを尽くし、逆さ磔の刑に処される。その後は小姫により「くまタンちゃん」（「ちゃん」も含めてフルネーム）と名づけられ、修理中の小小姫の代用品としてしばらくの間活動。学校にも着いて行き、そこでもまた悪事の限りを尽くし、再び逆さ磔にされる。学校で出会った船木海に恋心を抱き、そのために彼女にはスケベを働けなくなった。最終回では海に告白するも、気絶される。
城池勝幸（しろいけ かつゆき）
30歳。忍者下着泥棒で前科13犯。ピエール学園に下着泥棒をするために潜入し、下着を盗むことに成功するも、追ってきた小姫達に散々痛めつけられ、結果敢え無く御用となる。名前は作者である安西と親しい作家、中山文十郎の旧筆名から。